# ديفيد إيرل
ديفيد إيرل هو مصمم رقص كندي، ولد في 17 سبتمبر 1939 في تورونتو في كندا.